# قرص سرخ
فیلم قرص سرخ (به انگلیسی: The Red Pill) فیلمی مستند به کارگردانی کیسی جی، کارگردان، تهیه‌کننده و بازیگر آمریکایی است که در سال ۲۰۱۷ میلادی شرکت گراویتاس ونچرز روی DVD آن را منتشر و اکران همگانی کرد. در این فیلم گروهی از زنان و مردان پادفمنیست همچون وارن فارل توضیح می‌دهند که چرا مخالف فمینیسم هستند و در پایان فیلم کیسی جی می‌گوید دیگر حاضر نیست یک فمینیست باشد.

## عنوان
اسم این مستند برگرفته از صحنه‌ای از فیلم ماتریکس است آنجایی که مورفیوس به نئو یک حق انتخاب بین قرص قرمز و آبی می‌دهد و می‌گوید اگر قرص قرمز را انتخاب کنی توی سرزمین عجایب می‌مانی و می‌فهمی لونه خرگوش چقدر عمیقه. اگر قرص آبی (جهل سعادتمندانه) را انتخاب کنی دوباره به خواب بر می‌گردی و در حالت ناآگاهانه و حالت نیمه بی‌هوشی زندگی می‌کنی و احتمالاً در زندگی بسیار خوشحال خواهی بود نئو هم از فرصت استفاده کرده و قرص قرمز را می‌بلعد، حقیقت بر او آشکار می‌شود، چیزهایی که تا به حال نمی‌توانست از آن آگاه شود را می‌بیند. در این مستند هم از نظر مصاحبه‌شوندگان قرص سرخ به معنی نگاه کردن به حقایق در حالت رک و راست است، حقیقتی برابر بین زن و مرد بودن، و بفهمیم اینگونه که فمینیسم‌ها زنان را قربانی و مردان را مجرم نشان می‌دهند نیست، این به معنای فهم حقوق برابر زنان و مردان و مثل تمام چیزای دیگر زندگی است و قرص آبی هم نمونهٔ بارز زندگی اکثر مردم است که فکر می‌کنند همیشه قدرت در دست مردان بوده و هست و زنان حقشان ضایع شده‌است پس اگر مردم قرص سرخ را ببلعند حقایق بر آنان آشکار شده و درست فکر می‌کنند.

## خلاصه فیلم
در ابتدای فیلم کیسی جی صحنه‌هایی از زندگی هنری خود، بازی در تئاتر در دوران کودکی و بازیگری در چندین فیلم در ۱۸ سالگی‌اش را به تصویر کشیده و همچنین دلیلی که سبب روی آوردن او به ساختن مستند شده را بیان می‌کند اودر این باره می‌گوید: از بازی کردن نقش زن بلوندی که همیشه کشته می‌شود، خسته شدم برای همین به ساخت مستند روی آوردم.
 اما ماجرای ساخت این مستند را از بیان تجربه‌هایآزار جنسی در محیط کار خود و پیوستن او به فمینیسم آغاز می‌کند. او بعد از انتشار خبر تکان دهندهٔ آزار جنسی دو زن در رسانه‌ها با وب‌سایت A Voice for Men (جنبش مردان) مواجه و با تصور این‌که این جنبش یک جنبش در حمایت تجاوز جنسی است تصمیم به ساختن این مستند می‌گیرد. او می‌گوید: اولین بار در زندگی من بود که شروع به بررسی زندگی مردان می‌کردم، فکر کردم قرار است فیلمی دربارهٔ جنبش نفرت بسازم من قصد داشتم با یک یا دو نفر و یک دوربین به آنجا بروم و امیدوار بودم در آنجا صدمه‌ای نبینم تصور من این بود که در حال ساخت یک فیلم پرشور دربارهٔ این حرکت زیر زمینی زن‌ستیزها هستم، اما قضیه برخلاف این اتفاق افتاد. او فیلم را اینگونه ادامه داده و به سراغ فعالان این جنبش: پاول ایلام، بنیانگذار جنبش A Voice for men، هری کراویچ رئیس ائتلاف ملی مردان، دکتر وارن فارل نویسنده کتاب افسانه قدرت مرد و ارین پیزی و می‌رود تا با آنان مصاحبه و نظراتشان را بشنود. en:The Red Pill پاول ایلام اولین فردی است که جی مصاحبه خود را با او شروع می‌کند. ایلام دربارهٔ معضلات جامعه مردان می‌گوید: ۴ تا از ۵ خودکشی مربوط به مردان است، فقط ۳۸ درصد دانشجویان کالج مرد اند، ۶۳ درصد مردان بیشتر وقتشان رادر زندان با جرم مشابه با زنان می‌گذرانند در میان صحبت‌های پاول نظر دیگر فعالان این جنبش را هم جویا می‌شود به‌عنوان مثال: Dean esmay می‌گوید: مردان به‌طور کل دارای معضلاتی مانند خودکشی (۷۸٪)، آزار جنسی، بیکاری، بی‌خانمانی، مشکلات سلامتی هستند. و همین‌طور Harry crouch، متهم شدن به تجاوز جنسی، مشکل اصلی پدر بودن و مشکل به اشتباه پدر بودن را به‌عنوان معضل جامعه مردان بیان می‌کند.
جی هر چه بیشتر با افکار و عقاید این افراد از طریق مصاحبه آشنا می‌شود کم‌کم دیدگاه‌هایش به چالش کشیده و حقایقی را متوجه می‌شود که تا آن زمان از آنان آگاه نبوده‌است. در ادامه به سراغ نویسندهٔ کتاب «افسانه قدرت مردانه» وارن فارل می‌رود او دربارهٔ کتابش اینگونه بیان می‌کند که این کتاب در مقابل فمینیست نیست بلکه ویژگی‌هایی از مردان که از آن غافل هستیم، را مطرح می‌کند. به‌عنوان مثال، از نظر او بقای جامعه به خاطر قابلیت‌ها و ویژگی‌های پسران و مردان جامعه است، اکثر مردان جنگجو، آتش‌نشان، کارگران سکوی نفتی هستند و کسی هم نمی‌پرسد چرا تعداد زنان حفاری معدن کم است چون مردان برای فداکاری در این جامعه حضور دارند. ایلام نیزدر سکانس دیگری از فیلم در تأیید این سخنان می‌گوید: هنوز هم مردان هستند که قسمت عمده قضیه را برای حفظ و عملکرد این جامعه انجام می‌دهند و هنوز این انتظار می‌رود که اگر کسی قرار با کشتی غرق شود باید مردها باشند. در اواسط این مستند صحنه‌هایی از تظاهرات طرفداران حقوق مردان (طرفداران این جنبش) و درگیری فمینیستم‌ها با این تظاهر کنندگان رانشان می‌دهد. جی دوباره به سراغ فارل می‌رود و دلیل مخالفت فمینیسم با جنبش مردان را از او جویا می‌شود. او نیز دلیل این ماجرا را به اینگونه شرح می‌دهد: جایی که فمینیست‌ها با جنبش مردان مخالف است فقط در عقیده بنیادی جنبش زنان است که می‌گویند مردان سرکوبگران‌اند و ما در دنیای مردسالارانه‌ای دخالت داریم که مردان قوانینش را اختراع کردند که به قیمت تضییع حقوق زنان و در جهت منافع آنان باشد.
درادامه فیلم مسئلهٔ جدیدی در مصاحبه جی مطرح می‌شود که چرا دادگاه‌ها حق حضانت فرزندان را در هر شرایطی به مادر وی می‌دهند؟ ایلام نظر خود را به این صورت بیان می‌کند: وقتی دادگاه‌های خانوادگی بر اساس حدس و گمان اداره می‌شود، طبیعتأ مادرها برای حضانت شایسته‌ترند و پدرها برای پرداخت هزینه‌ها شایسته‌ترند. ولی پروفسور Michael MessNER دیدگاهی در مقابله با دیدگاه حامیان حقوق مردان بیان می‌کند، او می‌گوید: درست است در تصمیمیات دادگاه‌ها سر پدران بچه‌ها کلاه می‌رود اما اگر دیدمان را جامع‌تر کنیم می‌بینیم که پدران کم‌ترین مشارکت را در مسائل خانه و بچه داری داشته و در اکثر مواقع در خانه حضور ندارند (غیبت مکرر) و زنان هستند که بخش اعظم نگهداری و خانه‌داری برای بچه‌ها را بر عهده دارند اما وقتی طلاق اتفاق می‌افتد بعضی از مردان به‌عنوان پدر طلب برابری می‌کنند و طالب حق و حقوق خود و حضانت بچه هستند. در انتهای این مستند نظر فمینیسم‌های مشهوری مانند مایکل کیمل نویسنده کتاب «مردان سفید عصبانی» و استاد مطالعات جنسیتی در دانشگاه استونی بروک و کاترین اسپیلار مدیر اجرایی بنیاد اکثریت فمینیست و سردبیر اجرایی مجله خانم، را دربارهٔ جنبش مردان می‌پرسد. کاترین اسپیلار در پاسخ به او می‌گوید: جنبش مردان وقتی خیلی کارش گرفت که زنان شروع به به‌دست آوردن کردند و بعضی مردان نسبت به فرصت‌هایی که برای زنان باز شد احساس خطر کردند چرا که باید با کسانی مانند زنان در شغل‌شان رقابت کنند، دیگر نمی‌توانند به بهترین مدرسه‌ها بروند نکند که یک دختر نمره‌اش از آنان بهتر باشد و… در ادامه نیز می‌گوید: ما تازه داریم یک سطح از زمین بازی را می‌گیریم و این مسلمأ به نفع ما نیست آنان می‌خواهند نشان بدهند که این قضیه به نفع ما است ما داریم به برتری نسبت به آنان می‌رسیم در صورتی که ما تازه شروع کردیم و راه طولانی را برای گرفتن حقوقمان در پیش داریم و این فقط یک تلافی است. شنیدن دیدگاه‌های هر دو جبهه (فمینیسم و جنبش مردان) او را بسیار سردرگم می‌کند. او می‌گوید: نمی‌داند چه چیزی را باور دارد و این که کدام از دیدگاه‌ها درست و کدام غلط است و نمی‌داند حقیقت کجاست و هرگز این حدس را درگذشته نمی‌زد که با ساختن این فیلم بینش‌های فمینیستی خودش هم زیر سؤال برود. اما در پایان این مستند و پایان این سردرگمی‌ها می‌گوید: نمیدونم دارم به کجا می‌میرم ولی میدونم چه چیزی را رها کردم من دیگر خودم را فمینیست صدا نمی‌زنم.

## جوایز
- کنفرانس دیجیتال هالیوود(7Digital Hollywood Conference201) جایزه DigiFest " زنان در فیلم " (Women In Film)
- جشنواره بین‌المللی سینما(International Cinema Festival) جایزه The Chuck Washington " بهترین فیلم جشنواره در بخش کارگردانی " و جایزه The Mary Austin " بهترین فیلم جشنواره در بخش تولید مستند"
- جشنواره بین‌المللی فیلم لوئیزیانا (Louisiana international Film Festival)جایزه مخاطب(Audience Award)" بهترین فیلم مستند"en:The Red Pill